# Списък на реките в Ню Джърси
Списъкът на реките в Ню Джърси включва в по-големите реки, които текат в щата Ню Джърси, Съединените американски щати.
Щатът се отводнява в Атлантическия океан. Най-големите реки са Делауеър, Раритан, Хакенсак и Пасаик.

## По водосборни басейни
Басейн на Делауеър
- Делауеър
  - Ранкокас
  - Мусконетконг
  - Пофинс Кил Ривър

Залив Нюарк
- Хакенсак

- Пасаик
  - Сейдъл
  - Помптън
    - Рамапо
    - Пекуанок
      - Уанако

  - Рокауей
    - Уипани

- Раритан
  - Майлстоун

Атлантически океан
- Томс Ривър

- Уединг

- Грейт Ег Харбър Ривър

Залив Делауеър
- Морис Ривър

- Коханси

## По азбучен ред
- Грейт Ег Харбър Ривър
- Делауеър
- Коханси
- Майлстоун
- Морис Ривър
- Мусконетконг
- Пасаик
- Пекуанок
- Помптън
- Пофинс Кил Ривър
- Рамапо
- Ранкокас
- Раритан
- Рокауей
- Сейдъл
- Томс Ривър
- Уанако
- Уединг
- Уипани
- Хакенсак